# Deggendorf
Deggendorf (in bavarese Degndorf) è un comune tedesco di 31 421 abitanti, situato nel land della Baviera.